# سانت‌آجاتا فوسیلی
سانت‌آجاتا فوسیلی (به ایتالیایی: Sant'Agata Fossili) یک شهرستان در ایتالیا است که در استان آلساندریا واقع شده‌است. سانت‌آجاتا فوسیلی ۸٫۰ کیلومتر مربع مساحت و ۴۲۵ نفر جمعیت دارد و ۴۲۵ متر بالاتر از سطح دریا واقع شده‌است.